# Yamamoto Tsunetomo

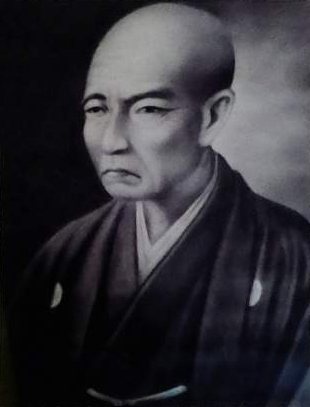
Tsunetomo Yamamoto

Tsunetomo Yamamoto (jap. 山本常朝 Yamamoto Tsunetomo, auch Yamamoto Jōchō; * 11. Juni 1659 in Saga, Japan; † 30. November 1719) war Samurai und Autor des Werkes Hagakure.

## Leben und Wirken
Tsunetomo wurde 1659 als sechstes Kind von Yamamoto Jin‘uemon Shigezumi in der Provinz Saga geboren, einige Jahrzehnte nachdem Tokugawa Ieyasu die Kontrolle über ganz Japan gewonnen hatte, das zuvor einem langen Bürgerkrieg ausgesetzt war.
Tsunetomos Vater, der im Jahr 1638 gegen die revoltierende Christen-Miliz gekämpft hatte (Shimabara-Aufstand), ermutigte seinen Sohn immer wieder, ein Samurai zu werden. Im Alter von neun Jahren wurde Tsunetomo als Junior-Knappe in den Dienst von Nabeshima Mitsushige berufen, dem zweiten Fürsten des Nabeshima-Clans. Aufgrund seines literarischen Talents stieg er mit neunzehn Jahren zum Schreiber Mitsushiges auf. Kurz danach wurde er aber entlassen und kehrte als Schreiber nach Edo zurück. Verunsichert suchte er den Rat des Zen Meisters Tannen, dessen Sicht sich in Tsunetomos Auffassung der degenerierten Gesellschaft und Leerheit der Welt wiederfindet.
Als Tsunetomos Fürst Mitsushige starb (um 1700), wollte er diesem durch Seppuku (traditioneller Suizid) folgen, dies wurde ihm aber ausdrücklich vom Fürsten vor seinem Tod verboten. Er entschied sich darauf Mönch zu werden und zog sich in eine Klause bei Kurotsuchibara zurück, einige Kilometer vom Clan-Grundstück entfernt. Im Kloster traf ihn der Mann Tashiro Tsuramoto, der tief beeindruckt vom Werk Tsunetomos war. Er fasste Tsunetomos Anekdoten in einem elfbändigen Werk zusammen. Tsunetomo ordnete an, alle Originalbände zu verbrennen. Es existierten aber handkopierte Versionen unter der Jugend des Saga-Clans, die sich dann schnell verbreiteten. Yamamoto Tsunetomo starb 1719.

## Werke
- Tsunetomo Yamamoto: Hagakure. The Way of the Samurai. übersetzt von Takao Mukoh. Hokuseido Press (Reprint), Tokyo 2002, ISBN 3-8311-1530-3.
- ders.: Hagakure. Der Weg des Samurai. (aus dem Engl. von Guido Keller) Angkor Verlag, Frankfurt am Main 1999/2012 (Neuauflage), ISBN 978-3-936018-27-1.
- ders: Hagakure, übersetzt von Wolfgang Höhn und Mariko Sakai. München 2005, ISBN 3-442-33732-1.
- Yamamoto Jōchō: Hagakure. Zusammenstellung von Tsuramoto Tashiro. Aus dem Japanischen übersetzt, mit einer Einleitung versehen und kommentiert von Max Seinsch. Mit 15 farbigen Holzschnitten von Kuniyoshi Utagawa. Reclam, Stuttgart 2009, ISBN 978-3-15-010694-5.